# مزاحم (فیلم ۲۰۰۴)
مزاحم (انگلیسی: The Intruder) یک فیلم به کارگردانی کلر دنی است که در سال ۲۰۰۴ منتشر شد. از بازیگران آن می‌توان به بئاتریس دال، یکاترینا گولوبوا، میشل سوبور، الکس دسکاس، گرگوار کولین و لولیتا شاما اشاره کرد.
مزاحم پیچیده‌ترین فیلم او که برپایه‌ی کتابِ موجز فیلسوف فرانسوی، "ژان لوک نانسی" با همین نام ساخته شده است.